# Black Site - La tana del lupo
Black Site - La tana del lupo (Black Site) è un film statunitense del 2022 diretto da Sophia Banks.

## Trama
Un gruppo di ufficiali al servizio top-secret della CIA lottano per la propria vita contro un pericoloso detenuto di nome Hatchet, terrorista di alto profilo.